# 厚木市立森の里中学校
厚木市立森の里中学校（あつぎしりつ もりのさとちゅうがっこう）は、神奈川県厚木市森の里3丁目にある公立中学校。

## 沿革
- 1985年（昭和60年）5月27日 - 校舎建築着工。
- 1986年（昭和61年）
  - 4月1日 - 玉川中学校より分離し、開校。開校時点の生徒数は186名。
  - 4月18日 - 落成式挙行。
- 1987年（昭和62年）2月27日 - 校歌と校章制定。
- 1991年（平成3年）11月 - PC教室改築工事完了。
- 1994年（平成6年）男子ソフトボール部　全国大会出場（北海道）※関東大会準優勝
- 1995年（平成7年）男子ソフトボール部　全国大会出場（群馬県）※関東大会優勝
- 1995年（平成7年）10月28日 - 創立10周年記念式典挙行。
- 1997年（平成9年）2月 - グランド・テニスコートにスプリンクラー設置完了。
- 2004年（平成16年）12月 - グランドトイレ完成。
- 2006年（平成18年）6月 - 校内LAN整備完了。
- 2007年（平成19年）6月 - 新会議室完成。
- 2015年（平成27年）10月17日 - 創立30周年記念森陵祭文化発表会開催。
- 2016年（平成28年）3月 - グランド全面整備完了。
- 2018年（平成30年） - コミュニティ・スクール学校運営協議会設置。
- 2018年（平成30年） - この年から2019年（平成31年）にかけて、トイレ改修工事。
- 2021年（令和3年） - プールサイド改修工事。

## 通学区域
出典
- 厚木市
  - 森の里1丁目
  - 森の里2丁目
  - 森の里3丁目
  - 森の里4丁目
  - 森の里5丁目
  - 森の里若宮
  - 森の里青山
  - 七沢

## 進学前小学校
- 厚木市立森の里小学校 - 森の里地区から通う生徒の進学前小学校。
- 厚木市立玉川小学校 - 七沢地区から通う生徒の進学前小学校。

## 学校周辺
- ひだまり公園
- 風の子公園
- 並木公園
- くりのみ公園
- ふじだな公園
- 水のわ公園
- 七沢森林公園
  - 森の民話館
- 厚木市立森の里小学校

## アクセス
- 神奈川中央交通「厚43」系統で、「森の里中学校前」バス停下車。